# Бездымный табак

Снюс

Бездымный табак (некурительный табак) — собирательное название группы табачных продуктов, предназначенных для употребления способом, отличным от курения. Как правило, никотин при употреблении бездымного табака попадает в кровь через слизистую оболочку ротовой или носовой полости.
Табачные продукты, представленные в этой группе, могут быть предназначены для жевания («классический» жевательный табак, индийские пан-масала, гутка, зарда и др.), нюхания (нюхательный табак), сосания, точнее, простого держания во рту без пережевывания (влажный порошковый табак, снюс, насвай, индийская табачная паста).
Очень часто в состав бездымных табаков входят щелочные компоненты — сода или известь, так как щелочная реакция облегчает проникновение никотина в организм.
Хотя этот класс табачных изделий избавлен от вредного влияния на легкие, он не является безопасной заменой сигарет. Многие бездымные табачные продукты, особенно производящиеся в странах Юго-Восточной Азии, содержат значительное количество канцерогенов и могут вызывать опухолевые заболевания ротовой полости и пищевода.